# Trasformismo
Der Begriff Trasformismo ist ein nicht übersetzbarer Ismus von italienisch trasformazione „Umwandlung, Verwandlung, Transformation“ und bezeichnete ursprünglich eine politische Tendenz im post-risorgimentalen Königreich Italien, die auf die Aufhebung der traditionellen politischen Dialektik abzielte, indem sie die ideologischen Differenzen der parlamentarischen Gruppierungen nivellierte. Der Trasformismo besitzt eine natürliche Tendenz zur Homogenisierung politischer Aktivität und steht damit latent im Gegensatz zum Zwei- oder Mehrparteiensystem.
Der Begriff wird daneben auch als Bezeichnung ständigen politischen Wandels, im Sinne einer beständigen Transformation gesellschaftlicher Strukturen durch die Politik, benutzt.

## Geschichte
Der italienische Begriff des Trasformismo bezieht sich auf eine politische Praxis, die sich insbesondere seit 1882 in Italien ereignete, nachdem sie bereits von Cavour auf dem Weg zum italienischen Einheitsstaat verkörpert worden ist. Zu dieser Zeit ist es der links-liberale italienische Premierminister Agostino Depretis (Sinistra storica), der die rechten konservativ-liberale Partei (Destra storica, ab 1882 zum Partito Liberale Costituzionale formiert) mit in seine Regierung einbezog und so den Begriff prägte. Damit entstand in der politischen Sphäre Italiens ein damals neuartiges, moderat reformistisch auftretendes, zentristisches Lager, das die progressiven Vorstöße der Radikalen im Parlament kontrollieren konnte.
Tatsächlich entfaltete der Trasformismo in den Jahren des ausgehenden 19. Jahrhunderts eine starke Wirkung auf den politischen Diskurs in Italien, die bald eher als Hemmnis eines grundlegenden Wandels angesehen und mit der Korruption der politischen Klasse verbunden wurde, da die Politik durch die Neutralisierung des parlamentarischen Parteiendiskurses zunehmend durch klienteläre Verhältnisse ersetzt worden sei, die ihrerseits leicht vom Premierminister gelenkt werden konnten. Die mit Trasformismo bezeichnete taktische Lähmung der Politik wurde nach Depretis von den Premierministern Francesco Crispi und Giovanni Giolitti weitergeführt und mündete schließlich in den von Korruption und Verfall begleiteten Unruhezuständen der Zeit nach dem Ersten Weltkrieg.   
Das Konzept des Trasformismo blieb auch in der Folge kontinuierlicher Bestandteil der italienischen Demokratiegeschichte und wirkt bis in die heutige Zeit nach, so z. B. in der Konkordanzdemokratie der 1980er Jahre.